# Araules
Araules település Franciaországban, Haute-Loire megyében. Lakosainak száma 615 fő (2022. január 1.). Araules Champclause, Mazet-Saint-Voy, Queyrières, Saint-Jeures és Yssingeaux községekkel határos.

## Népesség
A település népességének változása:
| Lakosok száma | 865  | 686  | 595  | 616  | 604  | 598  | 597  | 602  | 604  | 615  |
|               | 1968 | 1982 | 1990 | 2006 | 2013 | 2015 | 2017 | 2019 | 2020 | 2022 |